# 2014 nos jogos eletrônicos
O ano de 2014 apresentou lançamentos de diversos jogos, incluindo novos títulos de franquias de sucesso, como Assassin's Creed, Bayonetta, Borderlands, Call of Duty, Castlevania, Civilization, Dark Souls, Donkey Kong, Dragon Age, The Elder Scrolls, Elite,  Far Cry, Final Fantasy, Five Nights at Freddy's, Forza Horizon, Infamous, Kinect Sports, Kirby, LittleBigPlanet, Mario Golf, Mario Kart, Metal Gear, MX vs. ATV, Ninja Gaiden, Persona, Pokémon,  Professor Layton, Shantae, Sniper Elite, Sonic the Hedgehog, Strider Hiryu, Super Smash Bros., Tales, The Amazing Spider-Man, The Legend of Zelda, The Sims, Thief, Trials, Tropico, Wolfenstein e World of Warcraft. Além disso, o ano também apresentou o lançamento de várias novas propriedades intelectuais, como  Destiny, Sunset Overdrive, Titanfall, The Evil Within, Watch Dogs e Driveclub. Entre os jogos que receberam o prêmio de Jogo do Ano, encontram-se Dragon Age: Inquisition, Middle-earth: Shadow of Mordor, Super Smash Bros. para Wii U,Psn Plus entre outros.

## Eventos
| Mês       | Data(s)                                                                         | Evento |
| --------- | ------------------------------------------------------------------------------- | --- |
| Janeiro   | 7                                                                               | PlayStation Now, um serviço em nuvem da Sony Computer Entertainment, é anunciado.                                                                                             |
| Janeiro   | 15 - 16                                                                         | Steam Dev Days ocorre em Seattle, Washington. |
| Janeiro   | 27                                                                              | A Microsoft adquire a franquia Gears of War da Epic Games. |
| Fevereiro | 5                                                                               | A Double Helix Games é adquirida pela Amazon.com. |
| Fevereiro | 18                                                                              | A Irrational Games, criadora da série BioShock, encerra suas atividades. |
| Março     | 12                                                                              | 10th British Academy Video Games Awards ocorre em Tobacco Dock, Londres. |
| Março     | 17 – 21                                                                         | Game Developers Conference 2014 ocorre em San Francisco, Califórnia. |
| Março     | 18                                                                              | Project Morpheus, um aparelho de realidade virtual da Sony Computer Entertainment para o PlayStation 4, é anunciado.                                                          |
| Março     | 25                                                                              | O Oculus VR é adquirido pelo Facebook por $2 bilhões. |
| Março     | 28 – 30                                                                         | Rezzed 2014 ocorre em NEC Birmingham. |
| Abril     | 11 – 13                                                                         | PAX East 2014 ocorre no Centro de Convenções e Exibições de Boston. |
| Abril     | 12 – 13                                                                         | Midwest Gaming Classic 2014 ocorre no Hotel Sheraton Milwaukee Brookfield em Brookfield, Wisconsin.                                                                           |
| Maio      | 20                                                                              | A Nintendo descontinua os servidores Nintendo Wi-Fi Connection para jogos de Wii e Nintendo DS.                                                                               |
| Junho     | 10 – 12                                                                         | E3 2014 ocorre no Centro de Convenções de Los Angeles. |
| Junho     | 12                                                                              | A Nordic Games adquire o nome THQ para publicar jogos. |
| Junho     | 14 – 17                                                                         | DreamHack-Summer ocorre em Jönköping, Suécia. |
| Junho     | 30                                                                              | A propriedade intelectual da Crytek Homefront: The Revolution é adquirida pela Koch Media. Crytek UK, antigamente Free Radical Design, e Crytek USA encerram suas atividades. |
| Junho     | 30                                                                              | A Electronic Arts encerra o multiplayer de mais de 50 jogos. |
| Julho     | 10                                                                              | A Neversoft, criadora de Tony Hawk's Pro Skater, é fundida com a Infinity Ward pela Activision.                                                                               |
| Julho     | 17 – 20                                                                         | QuakeCon 2014: A grande LAN party ocorre em Dallas, Texas. |
| Julho     | 24 – 27                                                                         | SDCC 2014 ocorre no Centro de Convenções de San Diego. |
| Julho     | Desconhecido                                                                    | A Airtight Games é fechada aproximadamente um mês após o lançamento de Murdered: Soul Suspect.                                                                                |
| Agosto    | 7                                                                               | A Activision revive a marca Sierra Entertainment. |
| Agosto    | 11                                                                              | A Electronic Arts lança um serviço de jogos por assinatura chamado EA Access para o Xbox One.                                                                                 |
| Agosto    | 13 – 17                                                                         | Gamescom 2014 ocorre em Cologne, Germany. |
| Agosto    | 20 – 22                                                                         | Unite 2014 ocorre em Seattle, Washington. |
| Agosto    | 25                                                                              | Twitch é adquirido pela Amazon.com por US$970 milhões. |
| Agosto    | 29                                                                              | A Nintendo anuncia o New Nintendo 3DS XL. |
| Agosto    | 29 – 1 de setembro                                                              | PAX Prime 2014 ocorre no Centro de Convenções do Estado de Washington. |
| Setembro  | 15                                                                              | A Microsoft Studios anuncia a aquisição da desenvolvedora de Minecraft, Mojang, por US$2.5 bilhões.                                                                           |
| Setembro  | 18 – 21                                                                         | Tokyo Game Show 2014 ocorre em Makuhari Messe em Tóquio. |
| Setembro  | 25 – 28                                                                         | EGX London 2014 ocorre em Earls Court, London. |
| Setembro  | 27                                                                              | A Naughty Dog celebra seu 30º aniversário. |
| Outubro   | 2 – 5                                                                           | GIGACON 2014 ocorre em Telenor Arena, Oslo, Noruega. |
| Outubro   | 3 – 5                                                                           | EGS 2014 ocorre no Centro Banamex, Cidade do México, México. |
| Outubro   | 6                                                                               | A Ubisoft Reflections, antigamente conhecida como Reflections Interactive, celebra seu 30º aniversário.                                                                       |
| Outubro   | 11 – 12                                                                         | Play Expo 2014 ocorre em EventCity, Manchester. |
| Outubro   | 11 – 12                                                                         | FirstLook 2014 ocorre em Jaarbeurs em Utrecht, nos Países Baixos. |
| Outubro   | 19                                                                              | League of Legends World Championship 2014 ocorre no Seoul World Cup Stadium.                                                                                                  |
| Outubro   | 24                                                                              | Ocorre o 32º Golden Joystick Awards. |
| Outubro   | 24 - 26                                                                         | Milan Games Week ocorre no Fieramilanocity em Milão, Itália. |
| Novembro  | 31 – 2                                                                          | PAX Austrália 2014 ocorre no Centro de Convenções de Melbourne em Melbourne, Austrália.                                                                                       |
| Novembro  | 7 – 8                                                                           | BlizzCon 2014 ocorre no Centro de Convenções de Anaheim em Anaheim, Califórnia.                                                                                               |
| Novembro  | 12 - 17                                                                         | E-Sports World Championship 2014 ocorre em Baku, Azerbaijão |
| Novembro  | 27 – 30                                                                         | DreamHack-Winter ocorre em Jönköping, Suécia. |
| Dezembro  |                                                                                 | |
| 4         | A 2K Games anuncia uma nova subsidiária chamada Hanger 13.                      | |
| 5         | The Game Awards 2014 ocorre em Las Vegas.                                       | |
| 6         | Ralph H. Baer, criador do primeiro console de videogame, falece.                | |
| 6 – 7     | PlayStation Experience ocorre no The Venetian (Las Vegas) em Las Vegas, Nevada. | |

## Lançamentos de jogos
A lista de jogos lançados em 2014 na América do Norte.
| Mês               | Dia                                                | Título                                                    | Plataforma(s)                                       |
| J A N E I R O     | 2                                                  | Sonic & All-Stars Racing Transformed                      | iOS, Android                                        |
| J A N E I R O     | 7                                                  | Don't Starve: Console Edition                             | PS4                                                 |
| J A N E I R O     | 7                                                  | Tiny Brains                                               | PSN                                                 |
| J A N E I R O     | 8                                                  | Consortium                                                | Win                                                 |
| J A N E I R O     | 9                                                  | Duke Nukem: Manhattan Project                             | iOS                                                 |
| J A N E I R O     | 9                                                  | Metal Gear Rising: Revengeance                            | Win                                                 |
| J A N E I R O     | 9                                                  | Rhythm Thief & The Paris Caper                            | iOS                                                 |
| J A N E I R O     | 13                                                 | Nidhogg                                                   | Win                                                 |
| J A N E I R O     | 14                                                 | Age of Zombies                                            | PSVita                                              |
| J A N E I R O     | 14                                                 | Assassin’s Creed Liberation HD                            | PSN                                                 |
| J A N E I R O     | 14                                                 | The Banner Saga                                           | Win, Mac, Lin, iOS, XBLA                            |
| J A N E I R O     | 15                                                 | Assassin’s Creed Liberation HD                            | Win, XBLA                                           |
| J A N E I R O     | 15                                                 | Final Fantasy VI                                          | Android                                             |
| J A N E I R O     | 16                                                 | F1 Race Stars                                             | WiiU                                                |
| J A N E I R O     | 20                                                 | KickBeat                                                  | Win                                                 |
| J A N E I R O     | 22                                                 | Deus Ex: The Fall                                         | Android                                             |
| J A N E I R O     | 22                                                 | OlliOlli                                                  | PSVita                                              |
| J A N E I R O     | 23                                                 | Might & Magic X: Legacy                                   | Win                                                 |
| J A N E I R O     | 23                                                 | Tomb Raider                                               | Mac                                                 |
| J A N E I R O     | 27                                                 | Grand Theft Auto: San Andreas Mobile                      | WP                                                  |
| J A N E I R O     | 27                                                 | Redux: Dark Matters                                       | DC                                                  |
| J A N E I R O     | 28                                                 | Broken Age Act 1                                          | Win, Mac, Lin                                       |
| J A N E I R O     | 28                                                 | Dragon Ball Z: Battle of Z                                | PS3, PSVita, X360                                   |
| J A N E I R O     | 28                                                 | Rekoil                                                    | Win                                                 |
| J A N E I R O     | 28                                                 | Tomb Raider: Definitive Edition                           | PS4, XBO                                            |
| J A N E I R O     | 29                                                 | Rekoil: Liberator                                         | XBLA                                                |
| J A N E I R O     | 30                                                 | Octodad: Dadliest Catch                                   | Win, Mac, Lin                                       |
| J A N E I R O     | 31                                                 | Halo: Spartan Assault                                     | X360                                                |
| J A N E I R O     | 31                                                 | Loadout                                                   | Win                                                 |
| F E V E R E I R O | 4                                                  | Dustforce                                                 | PSN, PSVita                                         |
| F E V E R E I R O | 4                                                  | Fable Anniversary                                         | X360                                                |
| F E V E R E I R O | 4                                                  | Outlast                                                   | PS4                                                 |
| F E V E R E I R O | 4                                                  | The Wolf Among Us - Episode 2: Smoke and Mirrors          | Win, Mac, PSN                                       |
| F E V E R E I R O | 5                                                  | The Wolf Among Us - Episode 2: Smoke and Mirrors          | XBLA                                                |
| F E V E R E I R O | 6                                                  | Broken Sword 5: The Serpent's Curse - Episode 1           | iOS                                                 |
| F E V E R E I R O | 6                                                  | Double Dragon Neon                                        | Win                                                 |
| F E V E R E I R O | 6                                                  | Final Fantasy VI                                          | iOS                                                 |
| F E V E R E I R O | 6                                                  | The Wolf Among Us - Episode 2: Smoke and Mirrors          | iOS                                                 |
| F E V E R E I R O | 6                                                  | Threes                                                    | iOS                                                 |
| F E V E R E I R O | 7                                                  | The Lego Movie Videogame                                  | Win, PS3, X360, PS4, XBO, WiiU                      |
| F E V E R E I R O | 7                                                  | Bravely Default                                           | 3DS                                                 |
| F E V E R E I R O | 7                                                  | Jazzpunk                                                  | Win, Lin, Mac                                       |
| F E V E R E I R O | 11                                                 | Danganronpa: Trigger Happy Havoc                          | PSVita                                              |
| F E V E R E I R O | 11                                                 | Far Cry Classic                                           | PSN, XBLA                                           |
| F E V E R E I R O | 11                                                 | Lightning Returns: Final Fantasy XIII                     | PS3, X360                                           |
| F E V E R E I R O | 11                                                 | One Piece: Romance Dawn                                   | 3DS                                                 |
| F E V E R E I R O | 11                                                 | Toukiden: The Age of Demons                               | PSVita, PSP                                         |
| F E V E R E I R O | 12                                                 | World of Tanks: Xbox 360 Edition                          | XBLA                                                |
| F E V E R E I R O | 13                                                 | Inazuma Eleven                                            | 3DS                                                 |
| F E V E R E I R O | 13                                                 | NaissanceE                                                | Win                                                 |
| F E V E R E I R O | 13                                                 | Steel Diver: Sub Wars                                     | 3DS                                                 |
| F E V E R E I R O | 14                                                 | Card City Nights                                          | Win,Mac,Lin,iOS,Android                             |
| F E V E R E I R O | 18                                                 | Assassin's Creed IV: Black Flag - Freedom Cry             | PS3, PS4                                            |
| F E V E R E I R O | 18                                                 | Banished                                                  | Win                                                 |
| F E V E R E I R O | 18                                                 | Earth Defense Force 2025                                  | PS3, X360                                           |
| F E V E R E I R O | 18                                                 | Guacamelee! Gold Edition                                  | Mac, Lin                                            |
| F E V E R E I R O | 18                                                 | NASCAR '14                                                | Win, PS3, X360                                      |
| F E V E R E I R O | 18                                                 | Rayman Legends                                            | PS4, XBO                                            |
| F E V E R E I R O | 18                                                 | Strider                                                   | PS3, PS4, X360, XBO, Win                            |
| F E V E R E I R O | 20                                                 | Tengami                                                   | iOS                                                 |
| F E V E R E I R O | 20                                                 | Weapon Shop De Omasse                                     | 3DS                                                 |
| F E V E R E I R O | 21                                                 | Donkey Kong Country: Tropical Freeze                      | WiiU                                                |
| F E V E R E I R O | 21                                                 | Rambo: The Video Game                                     | PS3, X360, Win                                      |
| F E V E R E I R O | 25                                                 | Basement Crawl                                            | PS4                                                 |
| F E V E R E I R O | 25                                                 | Castlevania: Lords of Shadow 2                            | Win, PS3, X360                                      |
| F E V E R E I R O | 25                                                 | Fractured Soul                                            | Win                                                 |
| F E V E R E I R O | 25                                                 | Magus                                                     | PS3                                                 |
| F E V E R E I R O | 25                                                 | Pac-Man Museum                                            | Win, PS3, X360                                      |
| F E V E R E I R O | 25                                                 | Plants vs. Zombies: Garden Warfare                        | XBO, X360                                           |
| F E V E R E I R O | 25                                                 | Tales of Symphonia Chronicles                             | PS3                                                 |
| F E V E R E I R O | 25                                                 | Thief                                                     | Win, PS3, PS4, X360, XBO                            |
| F E V E R E I R O | 27                                                 | Resident Evil 4: Ultimate HD Edition                      | Win                                                 |
| F E V E R E I R O | 28                                                 | Professor Layton and the Azran Legacy                     | 3DS                                                 |
| M A R Ç O         | 4                                                  | Awesomenauts Assemble!                                    | PS4                                                 |
| M A R Ç O         | 4                                                  | Dead Nation: Apocalypse Edition                           | PS4                                                 |
| M A R Ç O         | 4                                                  | Hatsune Miku: Project DIVA F                              | PSVita                                              |
| M A R Ç O         | 4                                                  | Master Reboot                                             | PSN                                                 |
| M A R Ç O         | 4                                                  | South Park: The Stick of Truth                            | Win, PS3, X360                                      |
| M A R Ç O         | 4                                                  | The Walking Dead: Season Two - Episode 2: A House Divided | Win, Mac, PSN, XBLA                                 |
| M A R Ç O         | 6                                                  | F1 2013                                                   | Mac                                                 |
| M A R Ç O         | 7                                                  | The Walking Dead: Season Two - Episode 2: A House Divided | iOS                                                 |
| M A R Ç O         | 11                                                 | Atelier Escha & Logy: Alchemists of the Dusk Sky          | PS3                                                 |
| M A R Ç O         | 11                                                 | Dark Souls II                                             | PS3, X360                                           |
| M A R Ç O         | 11                                                 | Hearthstone: Heroes of Warcraft                           | Win, Mac                                            |
| M A R Ç O         | 11                                                 | Titanfall                                                 | Win, XBO                                            |
| M A R Ç O         | 11                                                 | TowerFall Ascension                                       | PS4, Win                                            |
| M A R Ç O         | 11                                                 | Vessel                                                    | PS3                                                 |
| M A R Ç O         | 12                                                 | Threes                                                    | Android                                             |
| M A R Ç O         | 14                                                 | Yoshi's New Island                                        | 3DS                                                 |
| M A R Ç O         | 15                                                 | Broken Sword 5: The Serpent's Curse - Episode 1           | Android                                             |
| M A R Ç O         | 18                                                 | Deus Ex: The Fall                                         | Win                                                 |
| M A R Ç O         | 18                                                 | Final Fantasy X/X-2 HD Remaster                           | PS3, PSVita                                         |
| M A R Ç O         | 18                                                 | Luftrausers                                               | Win, Mac, Lin, PS3, PSVita                          |
| M A R Ç O         | 18                                                 | Metal Gear Solid V: Ground Zeroes                         | PS3, PS4, X360, XBO                                 |
| M A R Ç O         | 18                                                 | Yaiba: Ninja Gaiden Z                                     | PS3, X360                                           |
| M A R Ç O         | 20                                                 | Pokémon Battle Trozei                                     | 3DS                                                 |
| M A R Ç O         | 21                                                 | Infamous: Second Son                                      | PS4                                                 |
| M A R Ç O         | 21                                                 | Yaiba: Ninja Gaiden Z                                     | Win                                                 |
| M A R Ç O         | 24                                                 | Escape Goat 2                                             | Win, Mac, Lin                                       |
| M A R Ç O         | 25                                                 | BioShock Infinite: Burial At Sea-Episode 2                | Win, PS3, X360                                      |
| M A R Ç O         | 25                                                 | BlazBlue: Chrono Phantasma                                | PS3                                                 |
| M A R Ç O         | 25                                                 | Deception IV: Blood Ties                                  | PS3, PSVita                                         |
| M A R Ç O         | 25                                                 | Destiny of Spirits                                        | PSVita                                              |
| M A R Ç O         | 25                                                 | Diablo III: Reaper of Souls                               | Win, Mac                                            |
| M A R Ç O         | 25                                                 | Dynasty Warriors 8:Xtreme Legends                         | PS3, PS4, PSVita                                    |
| M A R Ç O         | 25                                                 | Fez                                                       | PSN, PS4, PSVita                                    |
| M A R Ç O         | 25                                                 | Mercenary Kings                                           | Win                                                 |
| M A R Ç O         | 25                                                 | Smite                                                     | Win                                                 |
| M A R Ç O         | 25                                                 | The Witch and the Hundred Knight                          | PS3                                                 |
| M A R Ç O         | 27                                                 | Castlevania: Lords of Shadow – Mirror of Fate HD          | Win                                                 |
| M A R Ç O         | 31                                                 | Age of Wonders III                                        | Win, Mac                                            |
| A B R I L         | 1                                                  | Batman: Arkham Origins Blackgate                          | Win, PSN, XBLA, WiiU                                |
| A B R I L         | 1                                                  | Goat Simulator                                            | Win                                                 |
| A B R I L         | 1                                                  | Mercenary Kings                                           | PS4                                                 |
| A B R I L         | 1                                                  | MLB 14: The Show                                          | PS3, PSVita                                         |
| A B R I L         | 1                                                  | Ragnarok Odyssey Ace                                      | PS3, PSVita                                         |
| A B R I L         | 3                                                  | Don Bradman Cricket 14                                    | PS3, X360                                           |
| A B R I L         | 3                                                  | FTL: Advanced Edition                                     | iOS                                                 |
| A B R I L         | 4                                                  | Half-Minute Hero: The Second Coming                       | Win                                                 |
| A B R I L         | 4                                                  | The Elder Scrolls Online                                  | Win, Mac                                            |
| A B R I L         | 8                                                  | Kinect Sports Rivals                                      | XBO                                                 |
| A B R I L         | 8                                                  | LEGO: The Hobbit                                          | Win, PS3, PS4, WiiU, X360, XBO, 3DS, PSVita         |
| A B R I L         | 8                                                  | Strike Suit Zero: Director's Cut                          | PS4, XBO                                            |
| A B R I L         | 8                                                  | The Wolf Among Us - Episode 3: A Crooked Mile             | Win, Mac, PSN                                       |
| A B R I L         | 8                                                  | Titanfall                                                 | X360                                                |
| A B R I L         | 9                                                  | The Wolf Among Us - Episode 3: A Crooked Mile             | XBLA                                                |
| A B R I L         | 10                                                 | RollerCoaster Tycoon 4 Mobile                             | iOS                                                 |
| A B R I L         | 10                                                 | The Wolf Among Us - Episode 3: A Crooked Mile             | iOS                                                 |
| A B R I L         | 10                                                 | Tom Clancy's Ghost Recon Phantoms                         | Win                                                 |
| A B R I L         | 10                                                 | Trials Frontier                                           | iOS                                                 |
| A B R I L         | 11                                                 | Disney Magical World                                      | 3DS                                                 |
| A B R I L         | 11                                                 | Football Manager Classic 2014                             | PSVita                                              |
| A B R I L         | 14                                                 | Final Fantasy XIV: A Realm Reborn                         | PS4                                                 |
| A B R I L         | 15                                                 | 2014 FIFA World Cup Brazil                                | PS3, X360                                           |
| A B R I L         | 15                                                 | Backgammon Blitz                                          | PSN, PS4, PSVita                                    |
| A B R I L         | 15                                                 | Conception II: Children of the Seven Stars                | PSVita, 3DS                                         |
| A B R I L         | 15                                                 | Dead Nation: Apocalypse Edition                           | PSVita                                              |
| A B R I L         | 15                                                 | Deus Ex: Human Revolution – Director’s Cut                | Mac                                                 |
| A B R I L         | 15                                                 | Moebius: Empire Rising                                    | Win, Mac                                            |
| A B R I L         | 15                                                 | No Heroes Allowed: No Puzzles Either                      | PSVita                                              |
| A B R I L         | 15                                                 | Pure Chess                                                | PS4                                                 |
| A B R I L         | 15                                                 | War of the Vikings                                        | Win                                                 |
| A B R I L         | 16                                                 | Broken Sword 5: The Serpent's Curse - Episode 2           | Win, Mac, Lin                                       |
| A B R I L         | 16                                                 | Hearthstone: Heroes of Warcraft                           | iOS                                                 |
| A B R I L         | 16                                                 | Trials Fusion                                             | XBLA, XBO, PS4                                      |
| A B R I L         | 17                                                 | Agarest: Generations of War Zero                          | Win                                                 |
| A B R I L         | 17                                                 | Baldur's Gate: Enhanced Edition                           | Android                                             |
| A B R I L         | 17                                                 | Hitman Go                                                 | iOS                                                 |
| A B R I L         | 17                                                 | Secrets of Rætikon                                        | Win, Mac, Lin                                       |
| A B R I L         | 18                                                 | Wargame: Red Dragon                                       | Win                                                 |
| A B R I L         | 22                                                 | Demon Gaze                                                | PSVita                                              |
| A B R I L         | 22                                                 | Octodad: Dadliest Catch                                   | PS4                                                 |
| A B R I L         | 22                                                 | Soulcalibur: Lost Swords                                  | PSN                                                 |
| A B R I L         | 22                                                 | The Walking Dead: Season 2 - Episode 1: All That Remains  | PSVita                                              |
| A B R I L         | 22                                                 | The Walking Dead: Season 2 - Episode 2: A House Divided   | PSVita                                              |
| A B R I L         | 22                                                 | Warface                                                   | XBLA                                                |
| A B R I L         | 22                                                 | Fract OSC                                                 | Win, Mac                                            |
| A B R I L         | 23                                                 | XCOM: Enemy Unknown                                       | Android                                             |
| A B R I L         | 24                                                 | Trials Fusion                                             | Win                                                 |
| A B R I L         | 24                                                 | Blackwell Epiphany                                        | Win                                                 |
| A B R I L         | 25                                                 | Dark Souls II                                             | Win                                                 |
| A B R I L         | 25                                                 | Dustforce                                                 | XBLA                                                |
| A B R I L         | 25                                                 | NES Remix 2                                               | WiiU                                                |
| A B R I L         | 29                                                 | Daylight                                                  | Win, PS4                                            |
| A B R I L         | 29                                                 | Gardening Mama 2: Forest Friends                          | 3DS                                                 |
| A B R I L         | 29                                                 | JoJo's Bizarre Adventure: All Star Battle                 | PS3                                                 |
| A B R I L         | 29                                                 | The Amazing Spider-Man 2                                  | Win, PS3, PS4, WiiU, X360, 3DS, iOS, Android        |
| A B R I L         | 29                                                 | Yu-Gi-Oh! Millennium Duels                                | PS3                                                 |
| A B R I L         | 30                                                 | BloodRayne: Betrayal                                      | Win                                                 |
| A B R I L         | 30                                                 | Child of Light                                            | Win, PSN, PS4, WiiU, XBLA, XBO                      |
| M A I O           | 1                                                  | Botanicula                                                | iOS                                                 |
| M A I O           | 1                                                  | Sir, You Are Being Hunted                                 | Win, Mac, Lin                                       |
| M A I O           | 2                                                  | Kirby: Triple Deluxe                                      | 3DS                                                 |
| M A I O           | 2                                                  | Mario Golf: World Tour                                    | 3DS                                                 |
| M A I O           | 6                                                  | MLB 14: The Show                                          | PS4                                                 |
| M A I O           | 7                                                  | Blade Symphony                                            | Win                                                 |
| M A I O           | 7                                                  | Peggle 2                                                  | XBLA                                                |
| M A I O           | 7                                                  | Tesla Effect: A Tex Murphy Adventure                      | Win, Mac                                            |
| M A I O           | 8                                                  | Lego Marvel Super Heroes                                  | Mac                                                 |
| M A I O           | 9                                                  | Bound by Flame                                            | Win, PS4, PS3, X360                                 |
| M A I O           | 13                                                 | Borderlands 2                                             | PSVita                                              |
| M A I O           | 13                                                 | Dynasty Warriors 8: Xtreme Legends Complete Edition       | Win                                                 |
| M A I O           | 13                                                 | The Walking Dead: Season Two - Episode 3: In Harm's Way   | Win, Mac, PSN                                       |
| M A I O           | 14                                                 | Super Time Force                                          | XBLA, XBO                                           |
| M A I O           | 14                                                 | The Walking Dead: Season Two - Episode 3: In Harm's Way   | XBLA                                                |
| M A I O           | 15                                                 | BattleBlock Theater                                       | Win, Lin                                            |
| M A I O           | 15                                                 | Hitman: Absolution - Elite Edition                        | Mac                                                 |
| M A I O           | 15                                                 | Thomas Was Alone                                          | iOS                                                 |
| M A I O           | 20                                                 | Drakengard 3                                              | PS3                                                 |
| M A I O           | 20                                                 | Mugen Souls Z                                             | PS3                                                 |
| M A I O           | 20                                                 | Transistor                                                | Win, PS4                                            |
| M A I O           | 20                                                 | Vertical Drop Heroes HD                                   | Win, Mac                                            |
| M A I O           | 20                                                 | Wolfenstein: The New Order                                | Win, PS3, PS4, X360, XBO                            |
| M A I O           | 21                                                 | Trials Frontier                                           | Android                                             |
| M A I O           | 22                                                 | Drawn to Life                                             | iOS                                                 |
| M A I O           | 22                                                 | The Witcher 2: Assassins of Kings Enhanced Edition        | Lin                                                 |
| M A I O           | 23                                                 | Distant Worlds: Universe                                  | Win                                                 |
| M A I O           | 23                                                 | Killer is Dead: Nightmare Edition                         | Win                                                 |
| M A I O           | 23                                                 | Tropico 5                                                 | Win                                                 |
| M A I O           | 27                                                 | Ace Combat Infinity                                       | PS3                                                 |
| M A I O           | 27                                                 | Final Fantasy III                                         | Win                                                 |
| M A I O           | 27                                                 | Mind Zero                                                 | PSVita                                              |
| M A I O           | 27                                                 | Monster Monpiece                                          | PSVita                                              |
| M A I O           | 27                                                 | The Wolf Among Us - Episode 4: In Sheep's Clothing        | Win, Mac, PSN                                       |
| M A I O           | 27                                                 | Watch Dogs                                                | Win, PS3, PS4, X360, XBO                            |
| M A I O           | 28                                                 | A Story About My Uncle                                    | Win                                                 |
| M A I O           | 28                                                 | The Wolf Among Us - Episode 4: In Sheep's Clothing        | XBLA                                                |
| M A I O           | 29                                                 | Among the Sleep                                           | Win, Mac, Lin                                       |
| M A I O           | 29                                                 | The Wolf Among Us - Episode 4: In Sheep's Clothing        | iOS                                                 |
| M A I O           | 30                                                 | Astebreed                                                 | Win                                                 |
| M A I O           | 30                                                 | Broken Age Act 1                                          | Ouya                                                |
| M A I O           | 30                                                 | Mario Kart 8                                              | WiiU                                                |
| M A I O           | 30                                                 | TowerFall Ascension                                       | Mac, Lin                                            |
| J U N H O         | 3                                                  | 1001 Spikes                                               | Win, PS3, PS4, X360, XBO, 3DS, WiiU                 |
| J U N H O         | 3                                                  | Murdered: Soul Suspect                                    | Win, PS3, PS4, X360, XBO                            |
| J U N H O         | 3                                                  | PixelJunk Shooter                                         | PS3, PSVita                                         |
| J U N H O         | 3                                                  | PixelJunk Shooter 2                                       | PS3, PSVita                                         |
| J U N H O         | 3                                                  | Worms Battlegrounds                                       | PS4, XBO                                            |
| J U N H O         | 4                                                  | Hitman Go                                                 | Android                                             |
| J U N H O         | 4                                                  | Marvel Heroes Online                                      | Win                                                 |
| J U N H O         | 6                                                  | Lifeless Planet                                           | Win, Mac                                            |
| J U N H O         | 6                                                  | Tomodachi Life                                            | 3DS                                                 |
| J U N H O         | 9                                                  | Entwined                                                  | PS4                                                 |
| J U N H O         | 10                                                 | Civilization V                                            | Lin                                                 |
| J U N H O         | 10                                                 | Enemy Front                                               | Win, PS3, X360                                      |
| J U N H O         | 12                                                 | Broken Age Act 1                                          | iOS                                                 |
| J U N H O         | 17                                                 | Battle Princess of Arcadias                               | PS3                                                 |
| J U N H O         | 17                                                 | EA Sports UFC                                             | PS4, XBO                                            |
| J U N H O         | 17                                                 | Tales from Space: Mutant Blobs Attack                     | PSN                                                 |
| J U N H O         | 17                                                 | Xenonauts                                                 | Win                                                 |
| J U N H O         | 18                                                 | Castle of Illusion Starring Mickey Mouse                  | Android                                             |
| J U N H O         | 18                                                 | Tales from Space: Mutant Blobs Attack                     | XBLA                                                |
| J U N H O         | 19                                                 | Pushmo World                                              | WiiU                                                |
| J U N H O         | 19                                                 | How to Survive                                            | WiiU                                                |
| J U N H O         | 19                                                 | Outlast                                                   | XBO                                                 |
| J U N H O         | 19                                                 | Pro Cycling Manager Season 2014: Le Tour de France        | Win                                                 |
| J U N H O         | 19                                                 | XCOM: Enemy Unknown                                       | Lin                                                 |
| J U N H O         | 19                                                 | XCOM: Enemy Within                                        | Lin                                                 |
| J U N H O         | 24                                                 | Atelier Rorona Plus: The Alchemist of Arland              | PS3, PSVita                                         |
| J U N H O         | 24                                                 | BlazBlue: Chrono Phantasma                                | PSVita                                              |
| J U N H O         | 24                                                 | Company of Heroes 2 - The Western Front Armies            | Win                                                 |
| J U N H O         | 24                                                 | Grid Autosport                                            | Win, PS3, X360                                      |
| J U N H O         | 24                                                 | Plants vs. Zombies: Garden Warfare                        | Win                                                 |
| J U N H O         | 24                                                 | Transformers: Rise of the Dark Spark                      | Win, X360, XBO, PS4, PS3, WiiU, 3DS                 |
| J U N H O         | 24                                                 | Valiant Hearts: The Great War                             | PSN, PS4                                            |
| J U N H O         | 24                                                 | Xblaze Code: Embryo                                       | PS3, PSVita                                         |
| J U N H O         | 25                                                 | Another World-20th Anniversary Edition                    | PS3, PS4, PSVita, XBO                               |
| J U N H O         | 25                                                 | The World Ends with You                                   | Android                                             |
| J U N H O         | 25                                                 | Valiant Hearts: The Great War                             | Win, XBLA, XBO                                      |
| J U N H O         | 26                                                 | Don Bradman Cricket 14                                    | Win                                                 |
| J U N H O         | 26                                                 | Shovel Knight                                             | WiiU, 3DS, Win                                      |
| J U N H O         | 27                                                 | Goat Simulator                                            | Mac, Lin                                            |
| J U N H O         | 27                                                 | Sniper Elite III                                          | Win                                                 |
| J U N H O         | 30                                                 | Divinity: Original Sin                                    | Win, Mac                                            |
| J U L H O         | 1                                                  | Child of Light                                            | PSVita                                              |
| J U L H O         | 1                                                  | Dynasty Warriors: Gundam Reborn                           | PS3, PSVita                                         |
| J U L H O         | 1                                                  | Guacamelee! Super Turbo Championship Edition              | PS4                                                 |
| J U L H O         | 1                                                  | Sniper Elite III                                          | PS3, PS4, X360, XBO                                 |
| J U L H O         | 2                                                  | Civilization Revolution 2                                 | iOS                                                 |
| J U L H O         | 2                                                  | Guacamelee! Super Turbo Championship Edition              | X360, XBO, WiiU                                     |
| J U L H O         | 3                                                  | Monster Hunter Freedom Unite                              | iOS                                                 |
| J U L H O         | 8                                                  | One Piece: Unlimited World RED                            | 3DS, WiiU, PS3, PSVita                              |
| J U L H O         | 8                                                  | The Wolf Among Us - Episode 5: Cry Wolf                   | Win, Mac, PSN                                       |
| J U L H O         | 9                                                  | The Wolf Among Us - Episode 5: Cry Wolf                   | XBLA                                                |
| J U L H O         | 10                                                 | Quest for Infamy                                          | Win, Mac, Lin                                       |
| J U L H O         | 10                                                 | Sonic Jump Fever                                          | iOS, Android                                        |
| J U L H O         | 10                                                 | The Wolf Among Us - Episode 5: Cry Wolf                   | iOS                                                 |
| J U L H O         | 21                                                 | Freedom Planet                                            | Win, Mac, Lin                                       |
| J U L H O         | 22                                                 | Entwined                                                  | PSN, PSVita                                         |
| J U L H O         | 22                                                 | Forza Motorsport 5 Racing Game of the Year Edition        | XBO                                                 |
| J U L H O         | 22                                                 | Oddworld: New 'n' Tasty!                                  | PS4                                                 |
| J U L H O         | 22                                                 | OlliOlli                                                  | Win, Mac, Lin                                       |
| J U L H O         | 22                                                 | The Walking Dead: Season Two - Episode 4: Amid The Ruins  | Win, Mac, PSN, PSVita                               |
| J U L H O         | 23                                                 | Happy Wars                                                | Win                                                 |
| J U L H O         | 23                                                 | The Walking Dead: Season Two - Episode 4: Amid The Ruins  | XBLA                                                |
| J U L H O         | 23                                                 | Unrest                                                    | Win, Mac, Lin                                       |
| J U L H O         | 24                                                 | Castle of Illusion Starring Mickey Mouse                  | Mac                                                 |
| J U L H O         | 24                                                 | Gods Will Be Watching                                     | Win                                                 |
| J U L H O         | 24                                                 | Modern Combat 5: Blackout                                 | iOS, Android                                        |
| J U L H O         | 24                                                 | The Walking Dead: Season Two - Episode 4: Amid The Ruins  | iOS                                                 |
| J U L H O         | 27                                                 | Lethal League                                             | Win                                                 |
| J U L H O         | 28                                                 | The Room                                                  | Win                                                 |
| J U L H O         | 29                                                 | Firefall                                                  | Win                                                 |
| J U L H O         | 29                                                 | Lego Ninjago: Nindroids                                   | 3DS, PSVita                                         |
| J U L H O         | 29                                                 | Pure Pool                                                 | PS4, Win                                            |
| J U L H O         | 29                                                 | Rogue Legacy                                              | PS4, PSN, PSVita                                    |
| J U L H O         | 29                                                 | The Last of Us Remastered                                 | PS4                                                 |
| J U L H O         | 29                                                 | The Legend of Heroes: Trails in the Sky                   | Win                                                 |
| J U L H O         | 30                                                 | Thomas Was Alone                                          | Android                                             |
| J U L H O         | 31                                                 | Colin McRae Rally                                         | Win, Mac                                            |
| J U L H O         | 31                                                 | Crazy Taxi: City Rush                                     | iOS                                                 |
| J U L H O         | 31                                                 | Total War: Shogun 2                                       | Mac                                                 |
| A G O S T O       | 5                                                  | Killzone: Shadow Fall Intercept                           | PS4                                                 |
| A G O S T O       | 5                                                  | Metrico                                                   | PSVita                                              |
| A G O S T O       | 5                                                  | Road Not Taken                                            | PS4                                                 |
| A G O S T O       | 5                                                  | Sacred 3                                                  | Win, PS3, X360                                      |
| A G O S T O       | 5                                                  | Table Top Racing                                          | PSVita                                              |
| A G O S T O       | 5                                                  | The Swapper                                               | PS3, PS4, PSVita                                    |
| A G O S T O       | 5                                                  | Ultra Street Fighter IV                                   | PS3, X360                                           |
| A G O S T O       | 6                                                  | Crazy Taxi: City Rush                                     | Android                                             |
| A G O S T O       | 7                                                  | Godus                                                     | iOS                                                 |
| A G O S T O       | 8                                                  | Ultra Street Fighter IV                                   | Win                                                 |
| A G O S T O       | 8                                                  | Five Nights at Freddy's                                   | Win                                                 |
| A G O S T O       | 11                                                 | Mini Metro                                                | Win, Mac, Lin                                       |
| A G O S T O       | 12                                                 | Akiba's Trip: Undead & Undressed                          | PSVita, PS3                                         |
| A G O S T O       | 12                                                 | Disgaea 4: A Promise Revisited                            | PSVita                                              |
| A G O S T O       | 12                                                 | Gravity Crash Ultra                                       | PSVita                                              |
| A G O S T O       | 12                                                 | Hohokum                                                   | PSN, PS4, PSVita                                    |
| A G O S T O       | 12                                                 | My Singing Monsters                                       | PSVita                                              |
| A G O S T O       | 12                                                 | Phantom Breaker: Battle Grounds                           | PSVita                                              |
| A G O S T O       | 12                                                 | Risen 3: Titan Lords                                      | Win, PS3, X360                                      |
| A G O S T O       | 12                                                 | Surgeon Simulator: Anniversary Edition                    | PS4                                                 |
| A G O S T O       | 14                                                 | Pinball FX 2                                              | XBO                                                 |
| A G O S T O       | 14                                                 | Surgeon Simulator                                         | Android                                             |
| A G O S T O       | 19                                                 | CounterSpy                                                | PS3, PS4, PSVtia                                    |
| A G O S T O       | 19                                                 | Crimsonland                                               | PSVita                                              |
| A G O S T O       | 19                                                 | Diablo III: Ultimate Evil Edition                         | PS3, PS4, X360, XBO                                 |
| A G O S T O       | 19                                                 | Hotline Miami                                             | PS4                                                 |
| A G O S T O       | 19                                                 | Kung Fu Rabbit                                            | PS3                                                 |
| A G O S T O       | 19                                                 | Plants vs. Zombies: Garden Warfare                        | PS3, PS4                                            |
| A G O S T O       | 19                                                 | Sword Art Online: Hollow Fragment                         | PSVita                                              |
| A G O S T O       | 19                                                 | Sword Art Online: Infinity Moment                         | PSVita                                              |
| A G O S T O       | 19                                                 | Tales of Xillia 2                                         | PS3                                                 |
| A G O S T O       | 19                                                 | The Golf Club                                             | Win, XBO                                            |
| A G O S T O       | 19                                                 | The Last Tinker: City of Colors                           | PS4                                                 |
| A G O S T O       | 21                                                 | BlazBlue: Clone Phantasma                                 | 3DS                                                 |
| A G O S T O       | 25                                                 | Super Time Force Ultra                                    | Win                                                 |
| A G O S T O       | 26                                                 | Hyperdimension Neptunia Re;Birth 1                        | PSVita                                              |
| A G O S T O       | 26                                                 | Infamous: First Light                                     | PS4                                                 |
| A G O S T O       | 26                                                 | Madden NFL 15                                             | PS3, PS4, X360, XBO                                 |
| A G O S T O       | 26                                                 | Metro Redux                                               | PS4, XBO, Win, Mac                                  |
| A G O S T O       | 26                                                 | OlliOlli                                                  | PSN, PS3, PS4                                       |
| A G O S T O       | 26                                                 | The Golf Club                                             | PS4                                                 |
| A G O S T O       | 26                                                 | The Walking Dead: Season Two - Episode 5: No Going Back   | PSN, Win, Mac, PSVita                               |
| A G O S T O       | 27                                                 | BioShock                                                  | iOS                                                 |
| A G O S T O       | 27                                                 | The Walking Dead: Season Two - Episode 5: No Going Back   | XBLA                                                |
| A G O S T O       | 27                                                 | Five Nights at Freddy's                                   | Android                                             |
| A G O S T O       | 28                                                 | The Walking Dead: Season Two - Episode 5: No Going Back   | iOS                                                 |
| A G O S T O       | 29                                                 | Azure Striker Gunvolt                                     | 3DS                                                 |
| A G O S T O       | 29                                                 | Mighty Gunvolt                                            | 3DS                                                 |
| A G O S T O       | 29                                                 | Professor Layton vs. Phoenix Wright: Ace Attorney         | 3DS                                                 |
| S E T E M B R O   | 2                                                  | Dance Central Spotlight                                   | XBO                                                 |
| S E T E M B R O   | 2                                                  | Danganronpa 2: Goodbye Despair                            | PSVita                                              |
| S E T E M B R O   | 2                                                  | Don't Starve: Giants Edition                              | PSVita                                              |
| S E T E M B R O   | 2                                                  | Joe Danger                                                | PSVita                                              |
| S E T E M B R O   | 2                                                  | The Sims 4                                                | Win, Mac                                            |
| S E T E M B R O   | 2                                                  | Velocity 2X                                               | PS4, PSVita                                         |
| S E T E M B R O   | 2                                                  | Warframe                                                  | XBO                                                 |
| S E T E M B R O   | 2                                                  | Warriors Orochi 3 Ultimate                                | PS4, PS3, XBO, PSVita                               |
| S E T E M B R O   | 4                                                  | Angry Birds Stella                                        | WP, iOS, Android                                    |
| S E T E M B R O   | 4                                                  | Cubemen 2                                                 | WiiU                                                |
| S E T E M B R O   | 4                                                  | Minecraft                                                 | PS4                                                 |
| S E T E M B R O   | 4                                                  | Tappingo 2                                                | 3DS                                                 |
| S E T E M B R O   | 4                                                  | Valiant Hearts: The Great War                             | iOS                                                 |
| S E T E M B R O   | 5                                                  | Dead Rising 3 Apocalypse Edition                          | Win                                                 |
| S E T E M B R O   | 5                                                  | Minecraft                                                 | XBO                                                 |
| S E T E M B R O   | 5                                                  | Planetary Annihilation                                    | Win, Mac, Lin                                       |
| S E T E M B R O   | 9                                                  | Destiny                                                   | PS3, PS4, X360, XBO                                 |
| S E T E M B R O   | 9                                                  | NHL 15                                                    | PS3, PS4, X360, XBO                                 |
| S E T E M B R O   | 11                                                 | Teslagrad                                                 | WiiU                                                |
| S E T E M B R O   | 11                                                 | The Keep                                                  | 3DS                                                 |
| S E T E M B R O   | 11                                                 | Five Nights at Freddy's                                   | iOS                                                 |
| S E T E M B R O   | 12                                                 | Fable Anniversary                                         | Win                                                 |
| S E T E M B R O   | 12                                                 | Terraria                                                  | WP                                                  |
| S E T E M B R O   | 13                                                 | Shovel Knight                                             | Mac                                                 |
| S E T E M B R O   | 14                                                 | Anomaly 2                                                 | PS4                                                 |
| S E T E M B R O   | 16                                                 | ArcheAge                                                  | Win                                                 |
| S E T E M B R O   | 16                                                 | Cooking Mama 5: Bon Appetit!                              | 3DS                                                 |
| S E T E M B R O   | 16                                                 | Fairy Fencer F                                            | PS3                                                 |
| S E T E M B R O   | 16                                                 | Goat Simulator                                            | iOS, Android                                        |
| S E T E M B R O   | 16                                                 | Murasaki Baby                                             | PSVita                                              |
| S E T E M B R O   | 16                                                 | Naruto Shippuden: Ultimate Ninja Storm Revolution         | Win, PS3, X360                                      |
| S E T E M B R O   | 16                                                 | Theatrhythm Final Fantasy: Curtain Call                   | 3DS                                                 |
| S E T E M B R O   | 16                                                 | Total War: Rome II                                        | Mac                                                 |
| S E T E M B R O   | 17                                                 | Age of Empires: Castle Siege                              | Win, WP                                             |
| S E T E M B R O   | 17                                                 | Final Fantasy IV                                          | Win                                                 |
| S E T E M B R O   | 18                                                 | Elminage Gothic                                           | Win                                                 |
| S E T E M B R O   | 18                                                 | Endless Legend                                            | Win                                                 |
| S E T E M B R O   | 18                                                 | Roundabout                                                | Win, Mac, Lin                                       |
| S E T E M B R O   | 19                                                 | D4                                                        | XBO                                                 |
| S E T E M B R O   | 19                                                 | Tropico 5                                                 | Mac, Lin                                            |
| S E T E M B R O   | 19                                                 | Wasteland 2                                               | Win, Mac, Lin                                       |
| S E T E M B R O   | 23                                                 | Ar nosurge: Ode to an Unborn Star                         | PS3                                                 |
| S E T E M B R O   | 23                                                 | Arcana Heart 3: LOVE MAX!!!!!                             | PS3, PSVita                                         |
| S E T E M B R O   | 23                                                 | Counter-Strike Nexon: Zombies                             | Win                                                 |
| S E T E M B R O   | 23                                                 | Defense Grid 2                                            | Win, XBO, PS4                                       |
| S E T E M B R O   | 23                                                 | Disney Infinity 2.0: Marvel Super Heroes                  | PS3, PS4. Win, WiiU, X360. XBO, iOS                 |
| S E T E M B R O   | 23                                                 | FIFA 15                                                   | Win, PS3, PS4, X360, XBO, Wii, PSVita, 3DS, Android |
| S E T E M B R O   | 23                                                 | Flockers                                                  | Win, PS4, XBO                                       |
| S E T E M B R O   | 23                                                 | Frozen Synapse Prime                                      | PSVita                                              |
| S E T E M B R O   | 23                                                 | Gauntlet                                                  | Win                                                 |
| S E T E M B R O   | 23                                                 | Slender: The Arrival                                      | PSN                                                 |
| S E T E M B R O   | 23                                                 | Stronghold Crusader 2                                     | Win                                                 |
| S E T E M B R O   | 24                                                 | Fenix Rage                                                | Win                                                 |
| S E T E M B R O   | 24                                                 | Lone Survivor                                             | PSN                                                 |
| S E T E M B R O   | 24                                                 | Slender: The Arrival                                      | XBLA                                                |
| S E T E M B R O   | 25                                                 | Grid 2 Reloaded Edition                                   | Mac                                                 |
| S E T E M B R O   | 25                                                 | Just Dance Now                                            | iOS, Android                                        |
| S E T E M B R O   | 25                                                 | Metal Gear Rising: Revengeance                            | Mac                                                 |
| S E T E M B R O   | 25                                                 | The Vanishing of Ethan Carter                             | Win                                                 |
| S E T E M B R O   | 25                                                 | Yu-Gi-Oh! ZEXAL World Duel Carnival                       | 3DS                                                 |
| S E T E M B R O   | 26                                                 | Hyrule Warriors                                           | WiiU                                                |
| S E T E M B R O   | 26                                                 | KickBeat Special Edition                                  | XBO                                                 |
| S E T E M B R O   | 26                                                 | Neverending Nightmares                                    | Win, Mac, Lin, Ouya                                 |
| S E T E M B R O   | 28                                                 | Massive Chalice                                           | Win, Mac, Lin                                       |
| S E T E M B R O   | 29                                                 | Outland                                                   | Win                                                 |
| S E T E M B R O   | 29                                                 | Starwhal: Just the Tip                                    | Win, Mac, Lin                                       |
| S E T E M B R O   | 30                                                 | Chariot                                                   | PS4                                                 |
| S E T E M B R O   | 30                                                 | Forza Horizon 2                                           | XBO, X360                                           |
| S E T E M B R O   | 30                                                 | Futuridium EP Deluxe                                      | PS4, PSVita                                         |
| S E T E M B R O   | 30                                                 | Middle-earth: Shadow of Mordor                            | Win, PS4, XBO                                       |
| S E T E M B R O   | 30                                                 | Natural Doctrine                                          | PS3, PS4, PSVita                                    |
| S E T E M B R O   | 30                                                 | Persona 4 Arena Ultimax                                   | PS3, X360                                           |
| S E T E M B R O   | 30                                                 | Pier Solar HD                                             | Win, Mac, Lin, Ouya, PSN, PS4                       |
| S E T E M B R O   | 30                                                 | Ranko Tsukigime's Longest Day                             | PS3                                                 |
| S E T E M B R O   | 30                                                 | Second Chance Heroes                                      | PS4                                                 |
| S E T E M B R O   | 30                                                 | Sherlock Holmes: Crimes & Punishments                     | Win, PS3, PS4, X360, XBO                            |
| O U T U B R O     | 1                                                  | Chariot                                                   | XBO                                                 |
| O U T U B R O     | 3                                                  | Super Smash Bros. para Nintendo 3DS                       | 3DS                                                 |
| O U T U B R O     | 5                                                  | Skylanders: Trap Team                                     | 3DS, PS3, PS4, Wii, WiiU, X360, XBO                 |
| O U T U B R O     | 7                                                  | Alien: Isolation                                          | Win, PS3, PS4, X360, XBO                            |
| O U T U B R O     | 7                                                  | Costume Quest 2                                           | Win                                                 |
| O U T U B R O     | 7                                                  | Divekick: Addition Edition +                              | PS4, XBO                                            |
| O U T U B R O     | 7                                                  | Driveclub                                                 | PS4                                                 |
| O U T U B R O     | 7                                                  | Dust: An Elysian Tail                                     | PS4                                                 |
| O U T U B R O     | 7                                                  | NBA 2K15                                                  | Win, PS3, PS4, X360, XBO                            |
| O U T U B R O     | 7                                                  | Project Spark                                             | XBO, X360, Win                                      |
| O U T U B R O     | 7                                                  | Spelunky                                                  | PS4                                                 |
| O U T U B R O     | 7                                                  | Styx: Master of Shadows                                   | Win, PS4, XBO                                       |
| O U T U B R O     | 7                                                  | Tenkai Knights: Brave Battle                              | 3DS                                                 |
| O U T U B R O     | 7                                                  | Vib-Ribbon                                                | PSN, PSVita                                         |
| O U T U B R O     | 9                                                  | Final Fantasy XIII                                        | Win                                                 |
| O U T U B R O     | 10                                                 | Ryse: Son of Rome                                         | Win                                                 |
| O U T U B R O     | 14                                                 | Borderlands: The Pre-Sequel!                              | Win, PS3, X360                                      |
| O U T U B R O     | 14                                                 | Defense Grid 2                                            | Mac, Lin                                            |
| O U T U B R O     | 14                                                 | Minecraft                                                 | PSVita                                              |
| O U T U B R O     | 14                                                 | Pac-Man and the Ghostly Adventures 2                      | Win, 3DS, PS3, WiiU, X360                           |
| O U T U B R O     | 14                                                 | Peggle 2                                                  | PS4                                                 |
| O U T U B R O     | 14                                                 | Petz Beach                                                | 3DS                                                 |
| O U T U B R O     | 14                                                 | Petz Countryside                                          | 3DS                                                 |
| O U T U B R O     | 14                                                 | Poptropica: Forgotten Islands                             | 3DS                                                 |
| O U T U B R O     | 14                                                 | Senran Kagura: Shinovi Versus                             | PSVita                                              |
| O U T U B R O     | 14                                                 | Sleeping Dogs: Definitive Edition                         | PS4, XBO, Win                                       |
| O U T U B R O     | 14                                                 | Tears to Tiara II: Heir of the Overlord                   | PS3                                                 |
| O U T U B R O     | 14                                                 | The Evil Within                                           | Win, PS3, PS4, X360, XBO                            |
| O U T U B R O     | 14                                                 | The Walking Dead                                          | PS4, XBO                                            |
| O U T U B R O     | 15                                                 | Angry Birds Transformers                                  | iOS                                                 |
| O U T U B R O     | 15                                                 | Killer Instinct: Season 2                                 | XBO                                                 |
| O U T U B R O     | 15                                                 | Legend of Grimrock 2                                      | Win                                                 |
| O U T U B R O     | 16                                                 | Paper Monster Recut                                       | WiiU                                                |
| O U T U B R O     | 16                                                 | Lone Survivor                                             | WiiU                                                |
| O U T U B R O     | 17                                                 | F.E.A.R. Online                                           | Win                                                 |
| O U T U B R O     | 21                                                 | Dreamfall Chapters: The Longest Journey                   | Win, Mac, Lin, PS4                                  |
| O U T U B R O     | 21                                                 | F1 2014                                                   | Win, PS3, X360                                      |
| O U T U B R O     | 21                                                 | Fantasia: Music Evolved                                   | XBO, X360                                           |
| O U T U B R O     | 21                                                 | Jagged Alliance: Flashback                                | Win, Mac, Lin                                       |
| O U T U B R O     | 21                                                 | Just Dance 2015                                           | PS3, PS4, Wii, WiiU, X360, XBO                      |
| O U T U B R O     | 21                                                 | Need for Speed Rivals: Complete Edition                   | PS3, PS4, Win, X360, XBO                            |
| O U T U B R O     | 21                                                 | Race the Sun                                              | PSN, PS4, PSVita                                    |
| O U T U B R O     | 21                                                 | Samurai Warriors 4                                        | PS3, PS4, PSVita                                    |
| O U T U B R O     | 21                                                 | Shadow Warrior                                            | PS4, XBO                                            |
| O U T U B R O     | 21                                                 | The Legend of Korra                                       | PSN, PS4, Win                                       |
| O U T U B R O     | 21                                                 | The Voice: I Want You                                     | PS3, Wii, X360, WiiU                                |
| O U T U B R O     | 21                                                 | The Walking Dead: Season Two                              | PS4, XBO                                            |
| O U T U B R O     | 22                                                 | The Legend of Korra                                       | XBLA, XBO                                           |
| O U T U B R O     | 23                                                 | Stealth Inc 2: A Game of Clones                           | WiiU                                                |
| O U T U B R O     | 23                                                 | Shantae and the Pirate's Curse                            | 3DS                                                 |
| O U T U B R O     | 24                                                 | Bayonetta 2                                               | WiiU                                                |
| O U T U B R O     | 24                                                 | Civilization: Beyond Earth                                | Win, Mac, Lin                                       |
| O U T U B R O     | 24                                                 | Fantasy Life                                              | 3DS                                                 |
| O U T U B R O     | 24                                                 | Majestic Nights                                           | Win, Mac, iOS, Android                              |
| O U T U B R O     | 24                                                 | Pokémon Art Academy                                       | 3DS                                                 |
| O U T U B R O     | 27                                                 | Dungeon of the Endless                                    | Win                                                 |
| O U T U B R O     | 28                                                 | Big Hero 6                                                | 3DS                                                 |
| O U T U B R O     | 28                                                 | Costume Quest 2                                           | PSN, PS4                                            |
| O U T U B R O     | 28                                                 | Freedom Wars                                              | PSVita                                              |
| O U T U B R O     | 28                                                 | Lords of the Fallen                                       | Win, PS4, XBO                                       |
| O U T U B R O     | 28                                                 | MX vs. ATV Supercross                                     | Win, X360, PS3, Mac, Lin                            |
| O U T U B R O     | 28                                                 | NBA Live 15                                               | PS4, XBO                                            |
| O U T U B R O     | 28                                                 | Power Rangers Super Megaforce                             | 3DS                                                 |
| O U T U B R O     | 28                                                 | Sunset Overdrive                                          | XBO                                                 |
| O U T U B R O     | 28                                                 | The Legend of Korra: A New Era Begins                     | 3DS                                                 |
| O U T U B R O     | 28                                                 | Teenage Mutant Ninja Turtles: Danger of the Ooze          | PS3, X360, 3DS                                      |
| O U T U B R O     | 28                                                 | The Unfinished Swan                                       | PS4, PSVita                                         |
| O U T U B R O     | 28                                                 | WWE 2K15                                                  | PS3, X360                                           |
| O U T U B R O     | 30                                                 | Angry Birds Transformers                                  | WP, Android                                         |
| O U T U B R O     | 30                                                 | Costume Quest 2                                           | Mac, Lin, WiiU, XBLA, XBO                           |
| O U T U B R O     | 30                                                 | Rock Zombie                                               | WiiU                                                |
| O U T U B R O     | 30                                                 | Run Sackboy! Run!                                         | iOS                                                 |
| O U T U B R O     | 31                                                 | Winx Club: Saving Alfea                                   | 3DS                                                 |
| N O V E M B R O   |                                                    |                                                           |                                                     |
| 3                 | Depth                                              | Win                                                       |                                                     |
| 4                 | BioShock Infinite: The Complete Edition            | X360, PS3                                                 |                                                     |
| 4                 | Call of Duty: Advanced Warfare                     | Win, PS3, PS4, X360, XBO                                  |                                                     |
| 4                 | Harvest Moon: The Lost Valley                      | 3DS                                                       |                                                     |
| 4                 | MotoGP 14                                          | Win, PS3, X360, PSVita, PS4                               |                                                     |
| 4                 | Planes: Fire & Rescue                              | Wii, NDS, WiiU, 3DS                                       |                                                     |
| 4                 | Rocksmith 2014                                     | PS4, XBO                                                  |                                                     |
| 4                 | The Binding of Isaac: Rebirth                      | PS4, PSVita, Win, Mac, Lin                                |                                                     |
| 4                 | The Wolf Among Us                                  | PS4, XBO                                                  |                                                     |
| 6                 | Pier Solar HD                                      | WiiU                                                      |                                                     |
| 6                 | The Swapper                                        | WiiU                                                      |                                                     |
| 7                 | Civilization Revolution 2                          | Android                                                   |                                                     |
| 7                 | Football Manager 2015                              | Win, Mac, Lin                                             |                                                     |
| 11                | Assassin's Creed Rogue                             | PS3, X360                                                 |                                                     |
| 11                | Assassin's Creed Unity                             | Win, PS4, XBO                                             |                                                     |
| 11                | Digimon All-Star Rumble                            | PS3, X360                                                 |                                                     |
| 11                | Five Nights at Freddy's 2                          | Win                                                       |                                                     |
| 11                | Halo: The Master Chief Collection                  | XBO                                                       |                                                     |
| 11                | Lego Batman 3: Beyond Gotham                       | Win, PS3, PS4, WiiU, X360, XBO, 3DS, PSVita               |                                                     |
| 11                | Senran Kagura: Bon Appétit!                        | PSVita                                                    |                                                     |
| 11                | Shape Up                                           | XBO                                                       |                                                     |
| 11                | Sonic Boom: Rise of Lyric                          | WiiU                                                      |                                                     |
| 11                | Sonic Boom: Shattered Crystal                      | 3DS                                                       |                                                     |
| 11                | Tales of Hearts                                    | PSVita                                                    |                                                     |
| 11                | Terraria                                           | PS4                                                       |                                                     |
| 11                | Toybox Turbos                                      | Win                                                       |                                                     |
| 11                | Tropico 5                                          | X360                                                      |                                                     |
| 11                | Valkyria Chronicles                                | Win                                                       |                                                     |
| 12                | Chariot                                            | Win                                                       |                                                     |
| 13                | Pro Evolution Soccer 2015                          | Win, PS3, PS4, X360, XBO                                  |                                                     |
| 13                | Tengami                                            | WiiU                                                      |                                                     |
| 13                | World of Warcraft: Warlords of Draenor             | Win, Mac                                                  |                                                     |
| 13                | XCOM: Enemy Within                                 | iOS, Android                                              |                                                     |
| 14                | Pure Pool                                          | XBO                                                       |                                                     |
| 14                | Terraria                                           | XBO                                                       |                                                     |
| 14                | This War of Mine                                   | Win, Mac, Lin                                             |                                                     |
| 14                | Toybox Turbos                                      | PSN, XBLA                                                 |                                                     |
| 18                | Adventure Time: The Secret of the Nameless Kingdom | 3DS, PS3, PSVita, Win, X360                               |                                                     |
| 18                | Company of Heroes 2 - Ardennes Assault             | Win                                                       |                                                     |
| 18                | Dragon Age: Inquisition                            | Win, PS3, PS4, X360, XBO                                  |                                                     |
| 18                | Escape Dead Island                                 | Win, PS3, X360                                            |                                                     |
| 18                | Far Cry 4                                          | Win, PS3, PS4, X360, XBO                                  |                                                     |
| 18                | Grand Theft Auto V                                 | PS4, XBO                                                  |                                                     |
| 18                | Grand Theft Auto Online                            | PS4, XBO                                                  |                                                     |
| 18                | Hatsune Miku: Project DIVA F 2nd                   | PS3, PSVita                                               |                                                     |
| 18                | LittleBigPlanet 3                                  | PS3, PS4                                                  |                                                     |
| 18                | Middle-earth: Shadow of Mordor                     | PS3, X360                                                 |                                                     |
| 18                | Never Alone                                        | Win, PS4, XBO                                             |                                                     |
| 18                | Rabbids Invasion: The Interactive TV Show          | X360, XBO, PS4                                            |                                                     |
| 18                | Rollers of the Realm                               | PS4, PSVita, Win                                          |                                                     |
| 18                | Watch Dogs                                         | WiiU                                                      |                                                     |
| 18                | WWE 2K15                                           | PS4, XBO                                                  |                                                     |
| 20                | Alphadia Genesis                                   | WiiU                                                      |                                                     |
| 20                | Shadows: Heretic Kingdoms                          | Win                                                       |                                                     |
| 21                | Kinetic Void                                       | Win, Mac, Lin                                             |                                                     |
| 21                | Pier Solar HD                                      | XBO                                                       |                                                     |
| 21                | Pokémon Omega Ruby e Alpha Sapphire                | 3DS                                                       |                                                     |
| 21                | Super Smash Bros. para Wii U                       | WiiU                                                      |                                                     |
| 21                | Thomas Was Alone                                   | XBO                                                       |                                                     |
| 25                | Akiba's Trip: Undead & Undressed                   | PS4                                                       |                                                     |
| 25                | Geometry Wars 3: Dimensions                        | Win, PSN, PS4, Mac, Lin                                   |                                                     |
| 25                | Haunted House: Cryptic Graves                      | Win                                                       |                                                     |
| 25                | Persona Q: Shadow of the Labyrinth                 | 3DS                                                       |                                                     |
| 25                | Penguins of Madagascar                             | 3DS, WiiU                                                 |                                                     |
| 25                | Tales from the Borderlands - Episode 1: Zer0 Sum   | Win, PSN, PS4                                             |                                                     |
| 25                | Thomas Was Alone                                   | PS4, WiiU                                                 |                                                     |
| 25                | Valiant Hearts: The Great War                      | Android                                                   |                                                     |
| 26                | Civilization: Beyond Earth                         | Mac                                                       |                                                     |
| 26                | Geometry Wars 3: Dimensions                        | XBLA, XBO                                                 |                                                     |
| 26                | Tales from the Borderlands - Episode 1: Zer0 Sum   | XBO                                                       |                                                     |
| 27                | Oddworld: Stranger's Wrath                         | iOS                                                       |                                                     |
| 27                | Godus                                              | Android                                                   |                                                     |
| 28                | Emergency 5                                        | Win                                                       |                                                     |
| D E Z E M B R O   | 2                                                  | Fantasy Hero Unsigned Legacy                              | PSVita                                              |
| D E Z E M B R O   | 2                                                  | Final Horizon                                             | PS4, PSV                                            |
| D E Z E M B R O   | 2                                                  | Game of Thrones - Episode 1: Iron From Ice                | Win, Mac, PS4                                       |
| D E Z E M B R O   | 2                                                  | Kingdom Hearts HD 2.5 Remix                               | PS3                                                 |
| D E Z E M B R O   | 2                                                  | Secret Ponchos                                            | PS4                                                 |
| D E Z E M B R O   | 2                                                  | The Crew                                                  | Win, PS4, XBO, X360                                 |
| D E Z E M B R O   | 3                                                  | Chivalry: Medieval Warfare                                | PS3, X360                                           |
| D E Z E M B R O   | 3                                                  | Game of Thrones - Episode 1: Iron From Ice                | XBO, X360                                           |
| D E Z E M B R O   | 3                                                  | Tales from the Borderlands - Episode 1: Zer0 Sum          | XBLA                                                |
| D E Z E M B R O   | 4                                                  | Dead State                                                | Win                                                 |
| D E Z E M B R O   | 4                                                  | Game of Thrones - Episode 1: Iron From Ice                | iOS                                                 |
| D E Z E M B R O   | 5                                                  | Captain Toad: Treasure Tracker                            | WiiU                                                |
| D E Z E M B R O   | 5                                                  | Limbo                                                     | XBO                                                 |
| D E Z E M B R O   | 5                                                  | NES Remix Pack                                            | WiiU                                                |
| D E Z E M B R O   | 5                                                  | Ultimate NES Remix                                        | 3DS                                                 |
| D E Z E M B R O   | 5                                                  | Threes                                                    | XBO                                                 |
| D E Z E M B R O   | 9                                                  | Game of Thrones - Episode 1: Iron From Ice                | PS3                                                 |
| D E Z E M B R O   | 9                                                  | Lara Croft and the Temple of Osiris                       | Win, PS4, XBO                                       |
| D E Z E M B R O   | 9                                                  | Phoenix Wright: Ace Attorney Trilogy                      | 3DS                                                 |
| D E Z E M B R O   | 9                                                  | Suikoden                                                  | PSN, PSVita                                         |
| D E Z E M B R O   | 9                                                  | Suikoden 2                                                | PSN, PSVita                                         |
| D E Z E M B R O   | 11                                                 | BlazBlue: Continuum Shift Extend                          | Win                                                 |
| D E Z E M B R O   | 11                                                 | Final Fantasy XIII-2                                      | Win                                                 |
| D E Z E M B R O   | 11                                                 | The Talos Principle                                       | Win, Mac, Lin                                       |
| D E Z E M B R O   | 11                                                 | Xeodrifter                                                | 3DS                                                 |
| D E Z E M B R O   | 12                                                 | The King of Fighters '98 Ultimate Match Final Edition     | Win                                                 |
| D E Z E M B R O   | 12                                                 | Metro 2033 Redux                                          | Lin                                                 |
| D E Z E M B R O   | 12                                                 | Metro: Last Light Redux                                   | Lin                                                 |
| D E Z E M B R O   | 16                                                 | Elite: Dangerous                                          | Win                                                 |
| D E Z E M B R O   | 16                                                 | Guilty Gear Xrd -SIGN-                                    | PS3, PS4                                            |
| D E Z E M B R O   | 16                                                 | Loadout                                                   | PS4                                                 |
| D E Z E M B R O   | 16                                                 | Oddworld: Munch's Oddysee HD                              | PSVita                                              |
| D E Z E M B R O   | 16                                                 | SimCity BuildIt                                           | iOS, Android                                        |
| D E Z E M B R O   | 17                                                 | Kalimba                                                   | XBO                                                 |
| D E Z E M B R O   | 18                                                 | Civilization: Beyond Earth                                | Lin                                                 |
| D E Z E M B R O   | 18                                                 | Grand Theft Auto: Chinatown Wars                          | Android                                             |
| D E Z E M B R O   | 18                                                 | Metal Gear Solid V: Ground Zeroes                         | Win                                                 |
| D E Z E M B R O   | 18                                                 | Plenty of Fishies                                         | WiiU                                                |
| D E Z E M B R O   | 19                                                 | Assetto Corsa                                             | Win                                                 |
| D E Z E M B R O   | 23                                                 | Resogun                                                   | PS3, PSVita                                         |
| D E Z E M B R O   | 23                                                 | Star Wars: Knights of the Old Republic                    | Android                                             |
| D E Z E M B R O   | 25                                                 | Shantae and the Pirate's Curse                            | WiiU                                                |